# Häggeby socken
Häggeby socken i Uppland ingick i Håbo härad, ingår sedan 1971 i Håbo kommun och motsvarar från 2016 Häggeby distrikt.
Socknens areal är 21,20 kvadratkilometer, allt land. År 2000 fanns här 488 invånare.  En del av tätorten Söderskogen, tätorten Häggeby och Vreta med sockenkyrkan Häggeby kyrka ligger i socknen.  

## Administrativ historik
Häggeby socken omtalas i dokument första gången 1304 (1304 in Ekby, 1305 Egby, 1404 i Ekby sokn). De äldsta delarna av den nutida kyrkan härrör från omkring 1200. Den medeltida socken hade samma omfattning som 1950 års jordebokssocken.
Vid kommunreformen 1862 övergick socknens ansvar för de kyrkliga frågorna till Häggeby församling och för de borgerliga frågorna bildades Häggeby landskommun. Landskommunen uppgick 1952 i Håbo landskommun som 1971 ombildades till Håbo kommun.
1 januari 2016 inrättades distriktet Häggeby, med samma omfattning som församlingen hade 1999/2000.
Socknen har tillhört län, fögderier, tingslag och domsagor enligt vad som beskrivs i artikeln Håbo härad. De indelta soldaterna tillhörde Upplands regemente, Sigtuna kompani samt Livregementets dragonkår, Sigtuna skvadron.

## Geografi
Häggeby socken ligger väster om Sigtuna med Skofjärden och Sigtunafjärden i öster och Ryssviken och Varpsund i väster. Uppsalaåsen löper i väster. Socknen är en slättbygd med skogsbygd i norr.

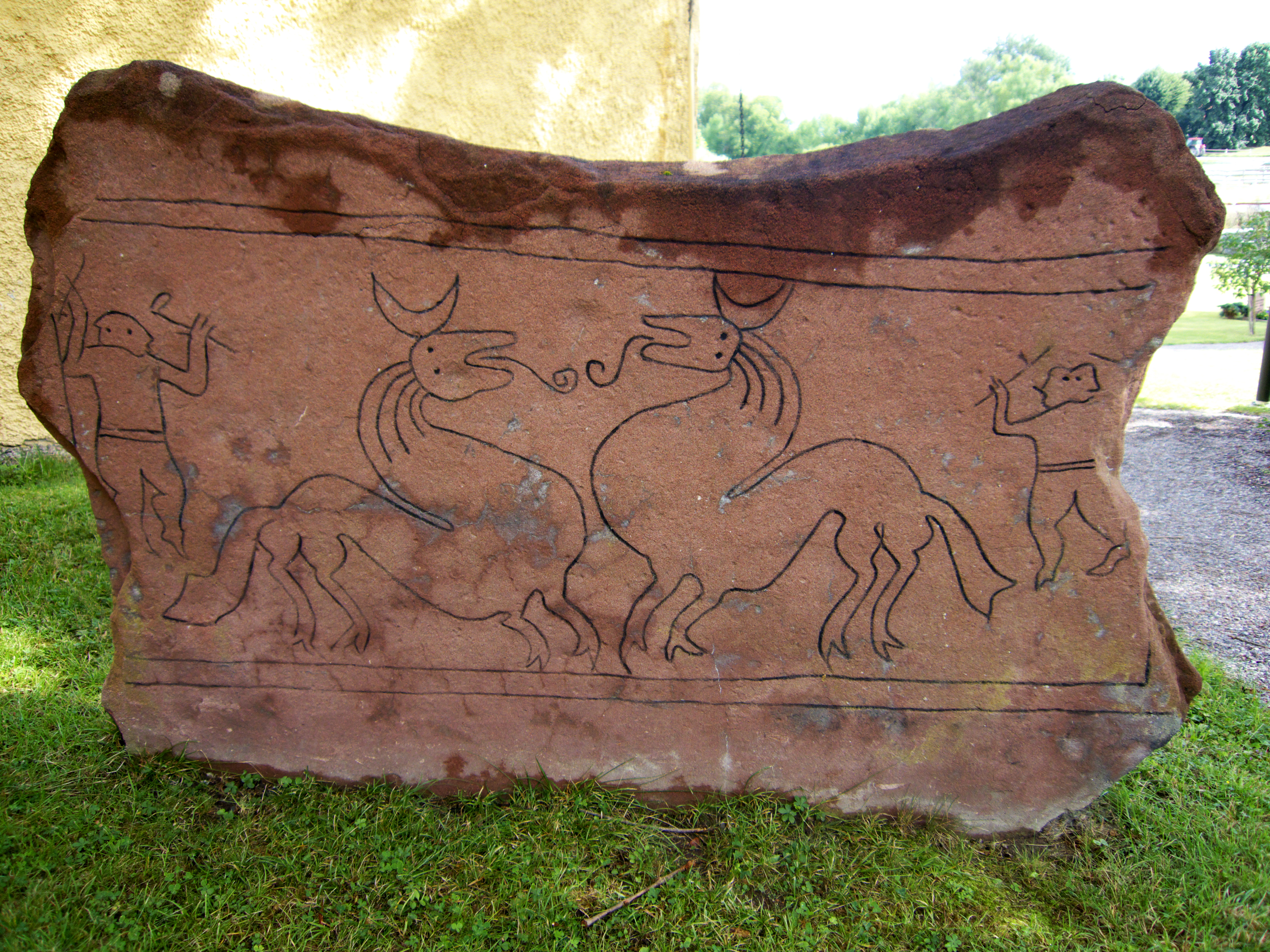
Replik av bildstenen vid Häggeby kyrka

## Fornlämningar
Från bronsåldern finns sprida gravrösen och en hällkista. Från järnåldern finns drygt 20 gravfält, en fornborg och Häggebystenen. Fyra storhögar finns vid Rölunda och två vid Överhassla. Här finns nio runstenar.

## Namnet
Namnet skrevs 1305 Egby och 1715 Heggeby. Det ursprungliga namnet innehåller ek och by, förleden har sedan associerats med ägg och sedan med hägg.